# Gare d'Usa
La gare d'Usa (宇佐駅, Usa-eki) est une gare ferroviaire de la ville d'Usa, dans la préfecture d'Ōita au Japon. Elle est gérée par la compagnie JR Kyushu.

## Situation ferroviaire
La gare est située au point kilométrique (PK) 75,8 de la ligne principale Nippō.

## Histoire
La gare a été inaugurée le 21 décembre 1909.

## Service des voyageurs

### Accueil
La gare dispose d'un bâtiment voyageurs, avec guichets, ouvert tous les jours.

### Desserte
- Ligne principale Nippō :
  - voies 1 et 2 : direction Nakatsu et Kokura
  - voies 1 et 3 : direction Beppu et Ōita